# Eudendrium cnidoferum
Eudendrium cnidoferum is een hydroïdpoliep uit de familie Eudendriidae. De poliep komt uit het geslacht Eudendrium. Eudendrium cnidoferum werd in 1919 voor het eerst wetenschappelijk beschreven door Stechow. 